# Danilo von Montenegro

Kronprinz Danilo von Montenegro, um 1900

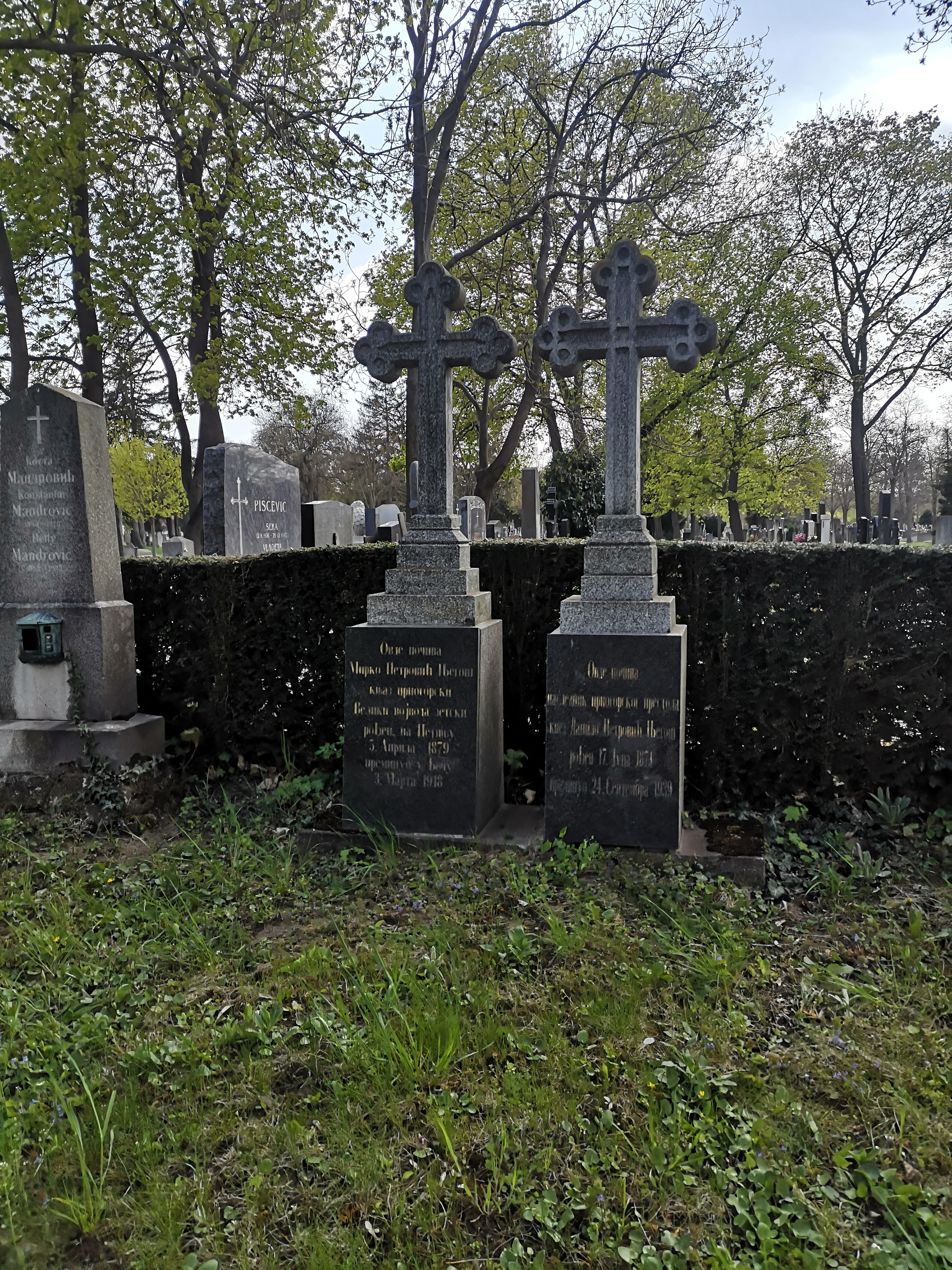
Grab von Kronprinz Danilo am Wiener Zentralfriedhof

Kronprinz Danilo Alexander von Montenegro (* 29. Juni 1871 in Cetinje, Montenegro; † 24. September 1939 in Wien, Österreich) war ein Mitglied aus dem Haus Petrović-Njegoš und Titularkönig von Montenegro.

## Leben
Danilo war der älteste Sohn von König Nikola I. von Montenegro (1841–1921) und seiner Gattin Milena Vukotić (1847–1923). Er wuchs mit seinen Geschwistern in Cetinje auf. Seine Schwestern, Zorka, Militza, Anastasia, Elena und Anna heirateten in angesehene europäische Adelshäuser, Russland, Italien und Deutschland ein.
Am 27. Juli 1899 heiratete Kronprinz Danilo Alexander von Montenegro in Cetinje Prinzessin Jutta von Mecklenburg-Strelitz (1880–1946), zweite Tochter des Großherzogs Adolf Friedrich V. und Prinzessin Elisabeth von Anhalt, die ihren Namen nach der Hochzeit in Militza änderte. Die Ehe blieb kinderlos.
Nach dem Tod seines Vaters im Jahre 1921, wurde Kronprinz Danilo am 1. März 1921 zum König Danilo III. ausgerufen. Da sein Vater aber bereits 1918 abgesetzt worden war und er selbst im Exil in Italien lebte, dankte er nach einer Woche zu Gunsten seines Neffen, Prinz Michael von Montenegro, ab und blieb mit seiner Ehefrau Militza ins italienische Exil.

## Erwähnenswertes
- Das Fürstenhaus um Fürst Nikola I. war Inspiration für Franz Lehárs Operette Die lustige Witwe. Auch wenn der Name Montenegro im Originallibretto aus Zensurgründen in den Namen der ähnlich klingenden spanischen Stadt Pontevedro umbenannt wurde: südslawische angehauchte Musiknummern und vor allem die Personennamen Danilo und Njegoš (Name der montenegrinischen Dynastie) lassen dies unschwer erkennen; wie einst Prinzessin Jutta von Mecklenburg-Strelitz heiratet auch die lustige Operettenwitwe Hanna Glawari einen Danilo.